# Pomadasys macracanthus
Pomadasys macracanthus es una especie de peces de la familia Haemulidae en el orden de los Perciformes.

## Morfología
• Los machos pueden llegar alcanzar los 37 cm de longitud total.

## Distribución geográfica
traducción del catalán al español
Se encuentra desde México hasta Ecuador.